# Jo-Annes de Bat
Jo-Annes de Bat (Kloetinge, 9 mei 1980) is een Nederlands politicus voor het CDA. Sinds 2015 is hij lid van de Gedeputeerde Staten van Zeeland.

## Biografie
Na een doctoraalstudie bestuurskunde aan de Erasmus Universiteit Rotterdam was De Bat was van 2003 tot 2007 werkzaam als fractiemedewerker van de CDA-Statenfractie in Zeeland. Vervolgens was hij van 2007 tot 2010 directeur van de CDA-Bestuurdersvereniging in Den Haag.
Van 2006 tot 2010 was De Bat raadslid en van 2010 tot 2015 wethouder in Goes. Thans is hij sinds 2015 lid van de Gedeputeerde Staten van Zeeland en tevens tweede waarnemend commissaris van de Koning. Ook was hij in Zeeland bij de Provinciale Statenverkiezingen van 2019 en van 2023 lijsttrekker van het CDA, waardoor hij tijdens zijn demissionaire periode als gedeputeerde daar een zetel kreeg.

## Privé
De Bat woont in Kloetinge, is gehuwd en heeft drie kinderen.